# Repubblica
Repubblica – stacja metra w Mediolanie, na linii M3. Znajduje się na Piazza della Repubblica, w Mediolanie i zlokalizowana jest pomiędzy stacjami Centrale i Turati. Została otwarta w 1990.